# Загарино (Ульяновська область)
Загарино (рос. Загарино) — село в Бариському районі Ульяновської області Російської Федерації.
Населення становить 509 осіб. Входить до складу муніципального утворення Живайкинське сільське поселення.

## Історія
Від 2004 року входить до складу муніципального утворення Живайкинське сільське поселення.

## Населення
| 2010 |
| ---- |
| 509  |